# Mustapha Otmani
Pour les articles homonymes, voir Ottmani.
Mustapha Otmani , naît le 3 juillet 1978 à Montfermeil, est un joueur de futsal international français.
Othmani devient progressivement capitaine de l'équipe de France de futsal FIFA.
Surnommé « El Maestro », il est considéré comme un des meilleurs joueurs de futsal français de l'histoire.

## Biographie

### Enfance et football amateur
Né à Montfermeil, Moustapha Othmani grandit dans le quartier du Chêne-Pointu à Clichy-sous-bois. Il commence le football au sein de l’USO Clichy-sous-bois.
Il rejoint ensuite le FCM Livry-Gargan où il joue en senior et monte de première division de district à Division d’honneur régionale. À Livry, Mustapha Otmani découvre le futsal et participe à la Coupe de France de la discipline. En football, il évolue alors en championnat départemental d'Excellence avec la volonté de jouer en CFA un jour.
Il signe ensuite au sein du club de Villemomble qui évoluait à l’époque en Division d’honneur francilienne. Au fur et à mesure, il s'impose en équipe première. Son entraîneur se souvient « après des débuts difficiles, on s'est rendu compte que c'est un attaquant qui sait tout faire avec son pied gauche. Il élimine, il centre très bien : c'est un passeur qui en plus ne rechigne pas à aller au contact ».

### Footballeur professionnel (2003-2005)
En jouant pour Villemomble, Mustapha Otmani est repéré par des recruteurs et part jouer en deuxième division portugaise. En août 2003, il s'engage pour deux ans en faveur du FC Pedras Rubras (en) (Division 2 B portugaise).
Il évolue ensuite au Ribeirão FC puis Moreirense FC. Alors qu'il lui reste deux années de contrat, il se blesse gravement, résilie son contrat à la suite d'un conflit avec la direction du club et rentre en France. Il passe trois ans et demi au Portugal au total.

### Futsal professionnel
Repéré par Jean-Pierre Sabani lors de son passage à Livry-Gagnan, Otmani intègre le club de futsal d'Issy-Les-Moulineaux avec qui il remporte la Coupe de France 2007, qualifiant pour la Coupe d'Europe 2007-2008, où il affronte l’Ararat Nicosie (en) et le KMF Municipium Pjlevija, deux futurs clubs.
Grâce à ses performances parisiennes, il reçoit des propositions et part jouer deux ans dans le club chypriote l’Ararat Nicosie (en) avec qui il remporte deux titres de champion et une fois la Coupe de Chypre.
À l'été 2008, Otmani reçoit une proposition de club réunionnais de La Gauloise et part y jouer.
Otmani part ensuite pour le Monténégro au sein du Plevja Municipium Futsal Club avec lequel il participe à la Coupe d'Europe en 2008-2009.
De retour en France, Moustapha Othmani joue au Sporting Paris de 2008 à 2010.
Puis il revient à Chypre, à l'Omonia Futsal (en), où il participe également à la Ligue des champions de futsal et remporte une nouvelle fois le championnat ainsi que la coupe.
En 2012, Otmani joue au Paris Métropole Futsal.

### Développement du futsal français (depuis 2013)
De retour en France en 2013, après une pige à l’AC Omonia Nicosie, il signe au sein du club de Bagneux.
Moustapha Othmani rejoint ensuite l'ASC Garges Djibson futsal pour la saison 2014-2015. Durant cette année, il est aussi directeur technique de son club d'enfance, l’UF clichois, et également entraîneur à ACCES futsal qu'il mène de PH en DH en deux saisons.
À l'été 2015, Mustapha Otmamni rejoint le club de Pont-de-Claix en Rhône Alpes avec une montée de DH en Division 2.
Après avoir entraîné l'ACCES futsal, il en devient joueur à partir de 2016 et participe à la victoire en Coupe de France, avec un doublé en finale, ainsi que la montée de DH en Division 2. Il évolue ensuite avec l'équipe réserve du club avec il perd en finale de la première Coupe de Paris de futsal en mai 2018. Otmani arrête alors de jouer.
En 2018, à 39 ans, Mustapha Otmani est toujours à l'UF clichois où il est directeur sportif et formateur d'éducateurs.
Pour la saison 2022-2023, le Montbéliard-Belfort FC (Régional 1) s'attache les services d'Otmani comme entraîneur et vise la montée en Division 2 en deux ans.

### En équipe nationale (2007-2015)
Remis de sa blessure mettant fin à sa carrière de footballeur professionnel, Mustapha Otmani intègre l'équipe de France de futsal FIFA.
En 2013, Otmani devient capitaine de la sélection.
Au total, Mustapha Otmani participe à trois éliminatoires de Coupe d’Europe et deux de Coupe du Monde. Il est capitaine de la sélection les trois dernières années et compte totalise 94, 96 ou 98 sélections selon les sources, pour 51 buts inscrits.

## Palmarès
Mustapha Otmani remporte quatre titres de champion de Chypre (en), trois coupes de Chypre avec l'Ararat Nicosie (en) puis l'Omonia Nicosie. Avec le Municipium Pjleva, il remporte une fois le championnat monténégrin. De retour dans l’hexagone, il remporte la Coupe de France avec le club de Issy futsal. Il la remporte de nouveau en 2016-2017 avec l'ACCES futsal. Au total, il dispute quatre fois la Coupe de l'UEFA de futsal (deux fois en étant à Chypre, une fois au Monténégro et une dernière fois avec Issy).
Comme entraîneur auparavant, il permet au club d'ACCES de monter de Promotion d'Honneur en Division d'honneur entre 2014 et 2016.
Au football, Otmani est dans le club de Livry-Gargan lorsqu'il monte de première division district à DHR au début de sa carrière.
| Championnat national | Coupe |
| --- | --- |
| - Championnat de Chypre (3) - Champion : 2x avec Omonia Nicosie et 1x avec Ararat Nicosie - Championnat du Monténégro (1) - Champion : 1x avec Municipium Pjleva - Championnat de France D2 - Champion de groupe : 2018 avec ACCES | - Coupe de Chypre (2) - Champion : 1x avec Omonia Nicosie et 1x avec Ararat Nicosie - Coupe de France (2) - Vainqueur : 2008 avec Issy et 2017 avec ACCES |